# Финал Мирового тура ATP 2015
Финал Мирового тура ATP 2015 (англ. Barclays ATP World Tour Finals 2015) — турнир сильнейших теннисистов, завершающий сезон ATP. В 2015 году проходило 46-е по счёту соревнование для одиночных игроков и 41-е для парных. Традиционно турнир проводится поздней осенью — в этом году с 15 по 22 ноября на кортах «O2 Арена» в столице Великобритании — Лондоне, — которая принимает его седьмой год подряд.
Прошлогодние победители:
- одиночки —  Новак Джокович
- пары —  Боб Брайан,  Майк Брайан

## Общая информация
Одиночный турнир собрал всех лидеров чемпионской гонки по итогам сезона. Первым номером посева стал лидер классификации и победитель трёх последних розыгрышей турнира Новак Джокович. Сербу в итоге удалось защитить свой титул и стать единственным в истории, кому удалось выиграть итоговое соревнование в четвёртый раз подряд. Всего он выиграл Итоговый чемпионат в пятый раз (впервые он выиграл в 2008 году). В финале Джокович встретился с шестикратным победителем турнира Роджером Федерером, для которого это итоговый финал оказался к тому же десятым в карьере.
В мужском парном разряде титул забрал второй сеянный дуэт Жан-Жюльен Ройер и Хория Текэу. Для обоих теннисистов эта победа стала дебютной на Итоговых соревнованиях. В финале они обыграли команду Рохан Бопанна и Флорин Мерджа, которая была посеяна под последним восьмым номером. Прошлогодние чемпионы и первые номера посева братья Брайаны смогла преодолеть на турнире групповой этап, однако в полуфинале проиграли итоговым победителям этого розыгрыша.

## Квалификация
Квалификация на этот турнир происходит по итогам чемпионской гонки ATP.

### Одиночный турнир
Золотистым цветом выделены теннисисты, отобравшиеся в Лондон. 
 Серебристым — запасные на турнире в Лондоне. 
| Чемпионская гонка на 9 ноября 2015 года. | Чемпионская гонка на 9 ноября 2015 года. | Чемпионская гонка на 9 ноября 2015 года. | Чемпионская гонка на 9 ноября 2015 года. |
| #                                        | Теннисист                                | Очки                                     | Турниры                                  |
| ---------------------------------------- | ---------------------------------------- | ---------------------------------------- | ---------------------------------------- |
| 1                                        | Новак Джокович                           | 15 285                                   | 17                                       |
| 2                                        | Энди Маррей                              | 8 470                                    | 19                                       |
| 3                                        | Роджер Федерер                           | 7 340                                    | 17                                       |
| 4                                        | Станислас Вавринка                       | 6 500                                    | 22                                       |
| 5                                        | Рафаэль Надаль                           | 4 630                                    | 22                                       |
| 6                                        | Томаш Бердых                             | 4 620                                    | 21                                       |
| 7                                        | Давид Феррер                             | 4 305                                    | 19                                       |
| 8                                        | Кэй Нисикори                             | 4 035                                    | 20                                       |
| 9                                        | Ришар Гаске                              | 2 850                                    | 21                                       |
| 11                                       | Джон Изнер                               | 2 495                                    | 25                                       |

В число участников одиночного турнира помимо 8 игроков основной сетки включают также двоих запасных.

### Парный турнир
| Рейтинг на 9 ноября 2015 года. | Рейтинг на 9 ноября 2015 года.  | Рейтинг на 9 ноября 2015 года. | Рейтинг на 9 ноября 2015 года. |
| #                              | Команда                         | Очки                           | Турниры                        |
| ------------------------------ | ------------------------------- | ------------------------------ | ------------------------------ |
| 1                              | Боб Брайан Майк Брайан          | 6 555                          | 21                             |
| 2                              | Жан-Жюльен Ройер Хория Текэу    | 6 400                          | 21                             |
| 3                              | Иван Додиг Марсело Мело         | 6 140                          | 13                             |
| 4                              | Джейми Маррей Джон Пирс         | 5 635                          | 25                             |
| 5                              | Симоне Болелли Фабио Фоньини    | 4 895                          | 16                             |
| 6                              | Николя Маю Пьер-Юг Эрбер        | 4 765                          | 14                             |
| 7                              | Ненад Зимонич Марцин Матковский | 4 290                          | 19                             |
| 8                              | Рохан Бопанна Флорин Мерджа     | 3 635                          | 16                             |
| 10                             | Александр Пейя Бруно Соарес     | 3 420                          | 25                             |

В число участников парного турнира помимо 8 дуэтов основной сетки включал также одних запасных.

## Соревнования

### Одиночные соревнования
Новак Джокович стал победителем над  Роджером Федерером со счётом 6-3, 6-4.
- Джокович выигрывает 11-й одиночный титул в сезоне и 59-й за карьеру в основном туре ассоциации.
- Федерер вышел в свой 11-й одиночный финал в сезоне и 135-й за карьеру в основном туре ассоциации.

### Парные соревнования
Жан-Жюльен Ройер /  Хория Текэу обыграли  Рохана Бопанна /  Флорина Мерджа со счётом 6-4, 6-3.
- Ройер выигрывает свой 3-й парный титул в сезоне и 20-й за карьеру в основном туре ассоциации.
- Текэу выигрывает свой 3-й парный титул в сезоне и 27-й за карьеру в основном туре ассоциации.